# Liste der geschützten Landschaftsbestandteile in Sulzbach/Saar
Die Liste der geschützten Landschaftsbestandteile in Sulzbach/Saar nennt die geschützten Landschaftsbestandteile in Sulzbach/Saar im Regionalverband Saarbrücken im Saarland. Geschützte Landschaftsbestandteile sind Elemente aus der Natur und Landschaft, die zur Erhaltung, Wiederherstellung und Entwicklung unter Schutz gestellt werden. Weitere Bedeutung haben sie als Habitate für bestimmte wild lebende Tier- und Pflanzenarten.

## Liste
| Bild | Bezeichnung                                                     | Ort        | Beschreibung | Fläche (ha) | Koord.                         | Kennung alte Kennung       |
| ---- | --------------------------------------------------------------- | ---------- | --- | ----------- | ------------------------------ | -------------------------- |
|      |                                                                 | Sulzbach   | Gehölzbestand |             | 49° 18′ 9″ N, 7° 4′ 1,2″ O     | GLB-068-RVS-SUL D 5.06.11  |
|      |                                                                 | Sulzbach   | Feuchtgebiet / Teich |             | 49° 17′ 32,3″ N, 7° 2′ 49,9″ O | GLB-069-RVS-SUL D 5.06.12  |
|      | Moorbach                                                        | Sulzbach   | zum Teil begradigter und bepflanzter Bachlauf als wichtiges ökologisches Element in der bebauten Ortslage | 3,2         | 49° 18′ 44,6″ N, 7° 5′ 2,4″ O  | GLB-070-RVS-SUL D 5.06.13  |
|      | Teichanlage nördlich des Zentralmagazins in Sulzbach-Hirschbach | Hirschbach | kleinere, zum Teil gut bewachsenen Teichanlage. Ökologische Funktion, Ortsbildgliederung, Naherholung in stark bebautem Ortsteil | 1,2         | 49° 17′ 49,6″ N, 7° 2′ 33,4″ O | GLB-071-RVS-SUL D 5.06.14  |
|      | Brachflächen an der Autobahnabfahrt Sulzbach (A 623)            | Sulzbach   | Lebensfläche für Tier- und Pflanzengesellschaften | 2,0         | 49° 18′ 16,6″ N, 7° 3′ 19,1″ O | GLB-072-RVS-SUL D 5.06.15  |
|      | Grünanlage am Sportzentrum Sulzbach                             | Sulzbach   | Restbestand einer größeren Grünanlage mit großen Bäumen und Gebüschgruppen. Ortsbild, Naherholung, ökologische Bedeutung | 1,0         | 49° 18′ 10,1″ N, 7° 3′ 22,7″ O | GLB-073-RVS-SUL D 5.06.16  |
|      | 3 Eichen                                                        | Sulzbach   | 150 m nordöstlich des ehemaligen Freibades. Eingang Ruhbachtal, Weggabelung „Unter Fuchsenbruch“. Im Zuge der Anlage des Karl-May-Wanderweges wurde das Totholz im Jahr 2013 entfernt und die unmittelbare Umgebung der Bäume etwas freigestellt. |             | 49° 18′ 21,3″ N, 7° 5′ 49,1″ O | GLB-156-RVS-SUL D 5.06.001 |
|      | 1 Linde                                                         | Sulzbach   | am Forsthaus Sulzbach, an der Straße Sulzbach – Neuweiler, Sulzbacher Weg |             | 49° 17′ 18,4″ N, 7° 3′ 55,6″ O | GLB-157-RVS-SUL D 5.06.007 |